# 앨리슨 로먼
앨리슨 로먼(Alison Lohman, 1979년 9월 18일 ~ )은 미국의 배우이다.

## 출연 작품
- 빅 피쉬 - 젊은 산드라 블룸 역
- 매치스틱맨